# Riolo Terme
Riolo Terme là một đô thị ở tỉnh Ravenna trong vùng Emilia-Romagna, tọa lạc khoảng 40 km về phía đông nam của Bologna và khoảng 40 km về phía tây nam của Ravenna.
Riolo Terme giáp các đô thị sau: Borgo Tossignano, Brisighella, Casola Valsenio, Castel Bolognese, Faenza, Imola.